# 内肋間筋
内肋間筋（ないろっかんきん、英語: intercostales interni muscle）は、胸部の筋肉のうち、胸壁肋間隙にある胸壁筋のうちの一つ。肋骨溝上縁を起始とし、肋間隙を下後方から前上方に走りながら、次位の肋骨に停止する。
肋骨を引き下げる作用がある。